# 卡约·杜里奥级铁甲舰
卡约·杜里奥级铁甲舰（義大利語：Corazzate della Classe Caio Duilio）是19世纪70年代到80年代为意大利皇家海军建造的两艘铁甲炮塔舰。本舰级共两艘，“卡约·杜里奥”号和“恩里克·丹多洛”号装备了当时最大的450（17.7英寸）來福線前膛砲，是当时尺寸最大，也是最快和火力最强大的舰只。为了减轻这种大型舰只的重量，该舰的设计者贝纳德通·伯林当时采用了一种激进的解决方案：只为舰体的中央部分保留装甲，以保护舰只的机舱和弹药库，而舰体其余部分则被划分为多个水密隔舱。
本级两舰的整个服役生涯都相当平顺，绝大部分时间都在意大利海军主力或者后备舰队中服役。在服役期间，两舰主要执行训练和演习任务。1895年到1898年期间，“恩里克·丹多洛”号进行了大规模的现代化改造工程，但过高的改造成本使得“卡约·杜里奥”号无法进行类似的工程。1900年代中期，两舰被重新归类为训练船。“卡约·杜里奥”号于1909年被从海军序列中除籍，并被改造成一艘浮动油罐船，而“恩里克·丹多洛”号在第一次世界大战期间仍然被作为一艘警备舰服役。在1920年，该舰被送到拆船厂，之后没有记录其下落。

## 设计
因意大利海军舰队在利萨海战中的失利，自19世纪70年代初开始，意大利开始了一项大型的海军扩张计划。该计划的目标是与奥匈帝国海军相抗衡。此外，随着1896年苏伊士运河的开通，标志着地中海重回重要战略地位。为此，意大利也需要一直强大的舰队来保护其在该地区活动的商船。这一扩张计划发端自由贝纳德通·伯林设计的卡约·杜里奥级铁甲舰。原始计划中，该舰级装载35公噸（34長噸；39短噸）阿姆斯特朗前膛炮。然而在漫长的建造周期内，两舰的设计方案被多次修改以适应阿姆斯特朗制造的更大型火炮，最终调整为100公噸（98長噸；110短噸）的450毫米口径炮。
伯林原计划建造三艘本级舰，但最终迫于巨大的成本压力而仅建造了两艘。彼时因意大利国内工业生产能力不足，从造船用原钢材料到舰载轮机和武器装备都必须依赖进口。卡约·杜里奥级的设计由此为之后两款意大利铁甲舰的基础，其中意大利级依然由伯林主导设计并于1876年开建，而劳利亚的鲁杰罗级则由朱塞佩·米凯利设计并在1881至1882年间开建。

### 常规特性及轮机

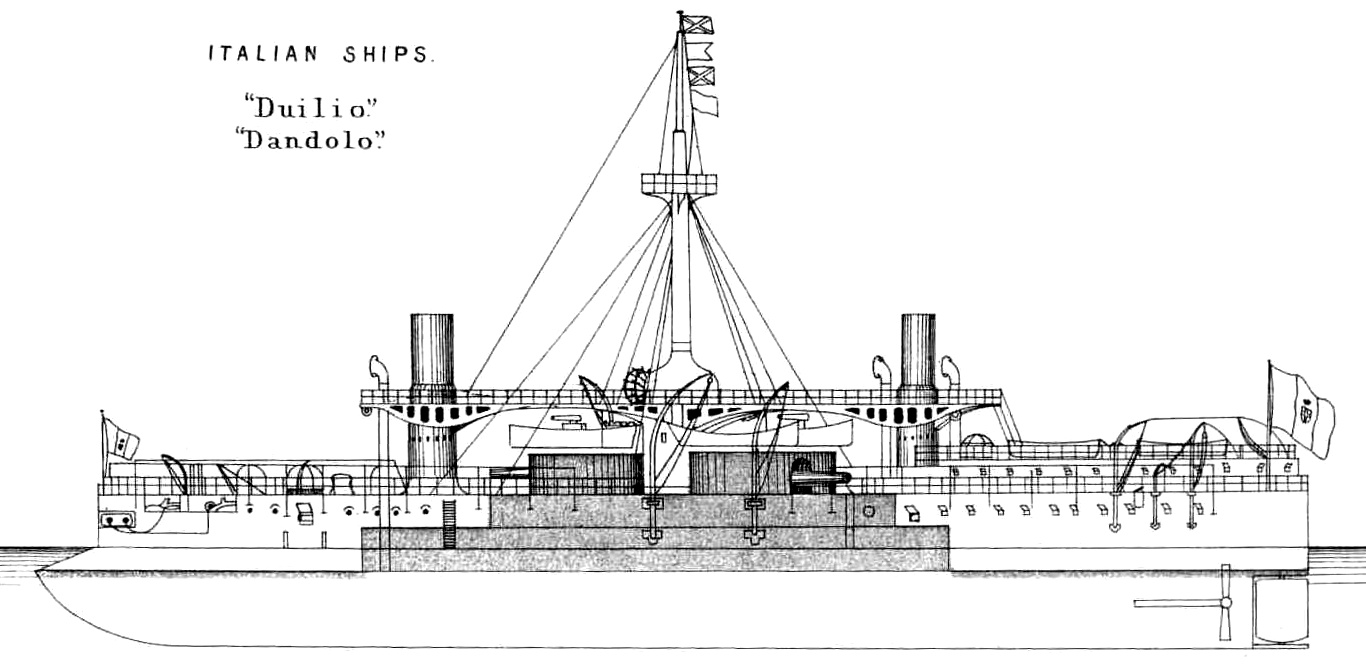
卡约·杜里奥级的左立面线稿图，展示了主炮的防护方案。

卡约·杜里奥级舰体全长109.16（358英尺2英寸），垂标间距为103.5（339英尺7英寸），吃水深8.31至8.36（27英尺3英寸至27英尺5英寸）。“卡约·杜里奥”号舷宽103.5（339英尺7英寸），而“恩里克·丹多洛”号略窄，为19.65（64英尺6英寸）。“卡约·杜里奥”号在常规负载下排水量为10,962長噸（11,138公噸），满载时则达到10,962長噸（11,138公噸）。“恩里克·丹多洛”号的排水量稍大，常规负载下和满载时分别为11,025長噸（11,202公噸）和12,037長噸（12,230公噸）。
本舰级在舰首部有一座小型的上层建筑，包括指挥塔和一根烟囱。这跟烟囱通过上层轻甲板与包括中央的战斗桅以及包括二号烟囱在内的舰尾上层建筑相连接。这两舰是世界上所有大国海军中第一批不再用帆具而仅用战斗桅的铁甲舰。两舰通常配备有420名官兵，后期扩编为515名。舰上都额外搭载了一些小型船只，但“卡约·杜里奥”号在舰尾专门设置了一个隔间以用于容纳一艘小型鱼雷艇，26.5長噸（26.9公噸）的“Clio”号。
舰载推进系统由两台直立复合蒸汽机组成，每台驱动一具单螺旋桨，蒸汽由八座燃煤矩形锅炉提供。锅炉被分成两组，一组在前，一组在后，每组被分成共用一根烟囱进行排烟。“卡约·杜里奥”号引擎的总马力为7,711匹指示馬力（5,750千瓦特），可以达到最高时速15.04節（27.85每小時；17.31英里每小時）。“恩里克·丹多洛”号最早安装引擎的具体数值未见记载，但在1895年到1898年期间，该舰改装新引擎输出马力8,045匹指示馬力（5,999千瓦特），最高时速15.6節（28.9每小時；18.0英里每小時）。两舰可以以13節（24每小時；15英里每小時）达到2,875海里（5,324；3,308英里）的续航里程，而当航速降至10節（19每小時；12英里每小時）时则可达到3,760海里（6,960；4,330英里）。

### 武备和装甲

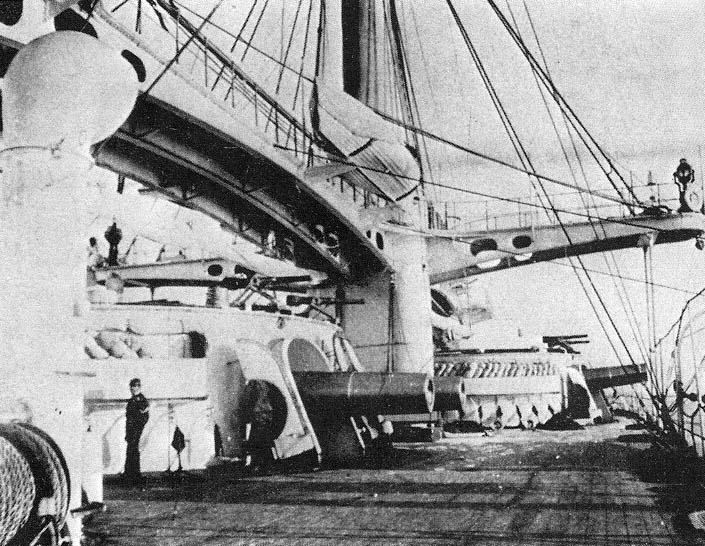
卡约·杜里奥级的两座主炮塔

“卡约·杜里奥”号和“恩里克·丹多洛”号装备了由4门450毫米(17.7英寸)100吨20口径大炮组成的主炮组，分别安装在舰体中部梯形分布的两座炮塔内。这些火炮发射1,905英磅（864）的炮弹，根据推进剂装药情况，炮口初速为1,490至1,670英尺每秒（450至510每秒）。由于炮身体积太大，这些火炮的射速仅为每十五分钟一发。按照当时主力舰的惯例，每舰装备三具356（14英寸）鱼雷管。鱼雷携带125（276磅）弹头，射程600米（2,000英尺）。
在整个服役生涯中，舰上的武器装备都得到了重大修改。1890年，“卡约·杜里奥”号换装3门120（4.7英寸）40倍径的火炮，这几门炮可以以2,854英尺每秒（870每秒）的速度发射36磅（16）炮弹。1900年，又增加了2门75（3英寸）炮、8门57（2.2英寸）40倍径速射炮以及4门37（1.5英寸）20倍径转轮炮。57毫米炮由Nordenfelt公司制造，发射6磅（2.7）炮弹。“恩里克·丹多洛”号于1895年到1898年间接受改造，舰上武装被全部修改。其中17.7英寸炮被4门250（10英寸）40倍径速射炮取代，这种炮可以以2,460英尺每秒（750每秒）发射494.3磅（224.2）穿甲弹。其二级炮组包括5门120（4.7英寸）40倍径炮，16门57（2.2英寸）43倍径速射炮，8门37（1.5英寸）20倍径哈乞开斯转轮加农炮以及4挺机枪。

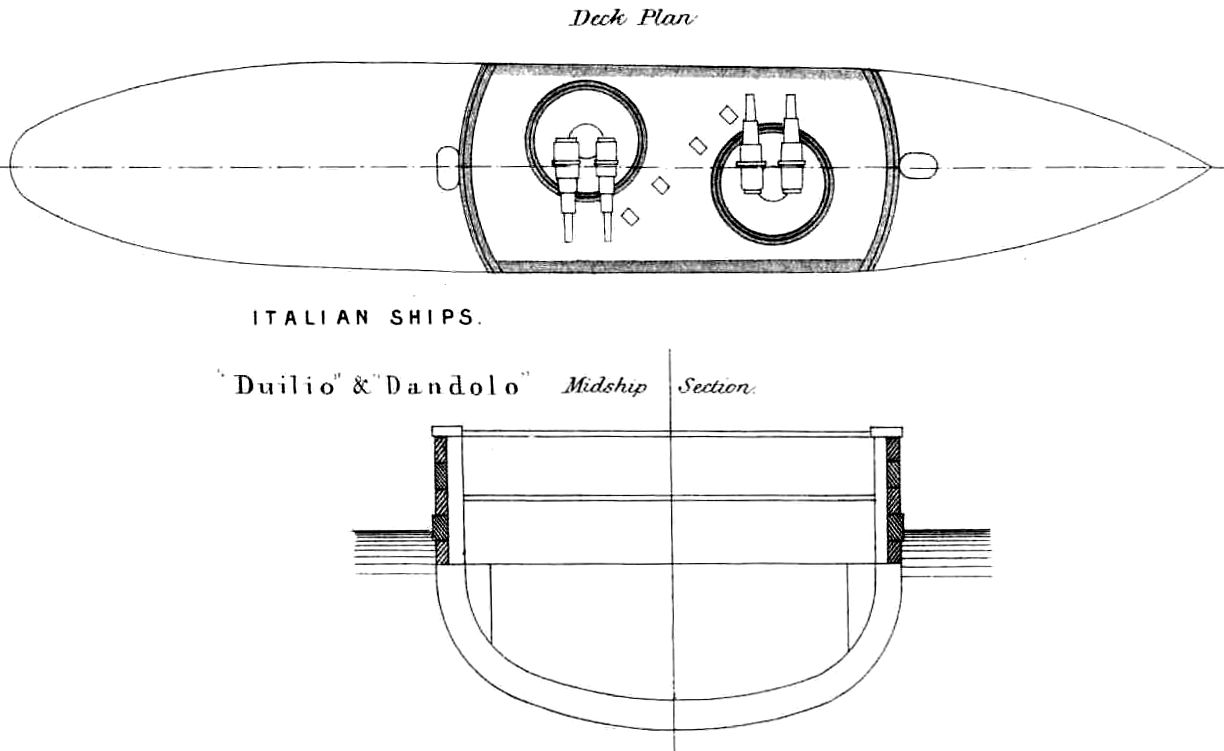
卡约·杜里奥级甲板平面图和舰体横截面图。

本级舰体由钢带装甲防护，其最厚的部分达到600米（2,000英尺）以保护舰上的弹药库和机舱。水线装甲带由法国钢铁厂商施耐德·克鲁索工厂制造。中央装甲堡和炮塔采用新式的镍钢装甲。装甲带两端由400（15.75英寸）厚的横向水密舱壁连接，装甲甲板厚达28至51（1.1至2英寸）。两舰的炮塔装备有432（17英寸）厚的钢板，而“恩里克·丹多洛”号后来安装的炮塔仅有220（8.8英寸）的钢板。两舰的舰首和舰尾没有装设装甲，取而代之的是细分为蜂窝式“筏子”，旨在减少进水的风险。
舰体首尾两端缺乏装甲保护的设计引发了争议，前皇家海军总建造师爱德华·詹姆斯·里德参观了正在建造的船只之后，批评了这一特殊的设计特点。他认为如果任何一端受到损坏而进水都会破坏舰体的稳定性。意大利新任海军部长西蒙·帕科雷特·迪圣邦（Simone Pacoret di Saint-Bon）在议会会议上回答说，这种情况不太可能发生，除非水密舱的所有舱壁都被摧毁。

## 舰只
| 舰名                   | 命名来源        | 建造者                             | 开建          | 下水          | 完工          |
| ---------------------- | --------------- | ---------------------------------- | ------------- | ------------- | ------------- |
| “卡约·杜里奥”号 （）   | 盖尤斯·杜利乌斯 | 斯塔比亚海堡斯塔比亚海堡皇家造船厂 | 1873年4月24日 | 1876年5月8日  | 1880年1月6日  |
| “恩里克·丹多洛”号 （） | 恩里科·丹多洛   | 拉斯佩齐亚拉斯佩齐亚兵工厂         | 1873年1月8日  | 1878年7月10日 | 1882年4月11日 |

## 服役记录

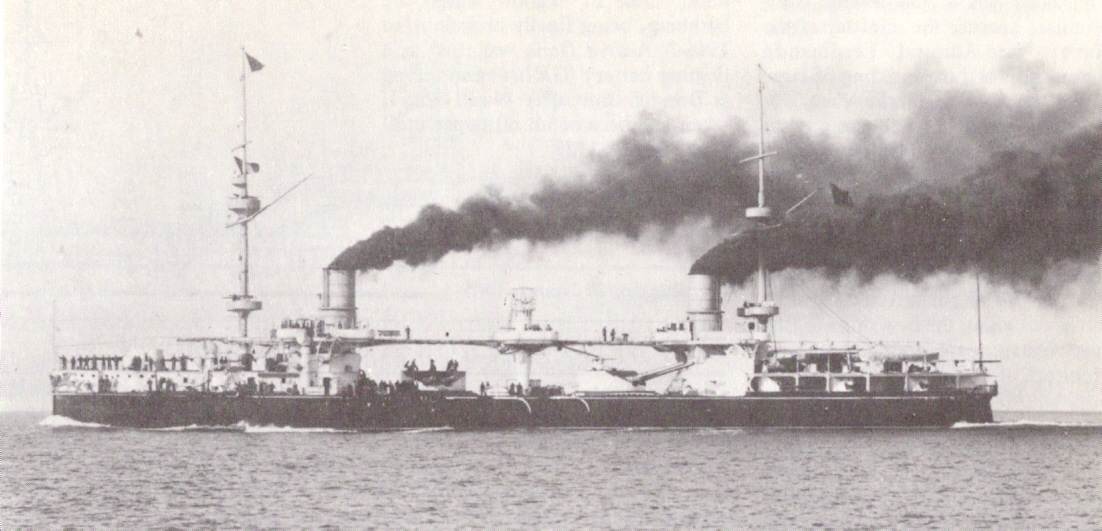
“恩里克·丹多洛”号在19世纪90年代重建之后的照片

1880年3月，在炮射试验期间，“卡约·杜里奥”号后炮塔其中一门炮曾发生爆炸事故。加入舰队后，两艘舰只都在现役中队服役，尽管在整个职业生涯中它们都在现役中队和预备役中队之间轮换。 在此期间，他们主要忙于进行训练演习。就在这两艘卡约·杜里奥级服役后不久，意大利于1882年加入了与德意志帝国与奥匈帝国组成的三国同盟。其结果是意大利的假想敌变成了法国。此后，这些舰艇参加的演习经常模拟针对数量上占优势的法国地中海舰队的防御行动。在1893年的演习中，“卡约·杜里奥”号扮演意大利防守舰队中的一员，而“恩里克·丹多洛”号则负责扮演假想敌部队。
从 1895 年开始，“恩里克·丹多洛”号进行了大规模的现代化改造，加装了全新的武器和引擎，以及第二根军用桅杆。1900年由于项目成本过高，海军决定不按照与“恩里克·丹多洛”号相同的方式改造“卡约·杜里奥”号，转而进行了更为有限的改装，主要是安装了大量副炮。1902年，“卡约·杜里奥”号从前线服役中撤出，此后被用作训练船。“恩里克·丹多洛”号紧随其后于1905年改为炮术训练舰。1909年，“卡约·杜里奥”号被从海军名册中除名，并被解除武装。之后，该舰被改装成一艘漂浮的油罐船，其最终命运不得而知。“恩里克·丹多洛”号又继续服役了几年，先是于1913年成为利比亚托布鲁克的警备舰。在意大利于1915年5月加入第一次世界大战后，该舰被转移到布林迪西和威尼斯继续担任警备舰。该舰于1920年1月遭受重创，之后被拆解报废。

## 脚注

### 引文
1. ↑  陈民扬 (1996)，第637頁.
2. 1 2 3 4  张恩东 (2018)，第239頁.
3. ↑  鄺智文 & 蔡耀倫 (2018)，第39頁.
4. ↑  Silverstone (1984)，第285頁.
5. ↑  史蒂夫，第264頁.
6. ↑  布鲁斯·泰勒 (2021)，第30頁.
7. ↑  徐钟 (2006)，第813頁.
8. ↑  《英汉舰船科技词汇》编辑组 (1975)，第572頁.
9. ↑  Greene & Massignani，第394頁.
10. ↑  Sondhaus (1994)，第49–50頁.
11. 1 2 3 4 5 6 7 8 9  Gardiner (1979)，第340頁.
12. ↑  Sondhaus (1994)，第50頁.
13. ↑  张恩东 (2018)，第243頁.
14. ↑  Gardiner (1979)，第340-342頁.
15. ↑  《英汉舰船科技词汇》编辑组 (1975)，第183頁.
16. ↑  中国科学院编译出版委员会名词室 (1963)，第234頁.
17. ↑  Friedman，第347頁.
18. ↑  Friedman，第240頁.
19. 1 2  Friedman，第243頁.
20. 1 2 3  Gardiner (1979)，第340-341頁.
21. ↑  Friedman，第235–236頁.
22. 1 2  Gardiner (1979)，第341頁.
23. ↑  陈澄声 & 陈致宏 (2011)，第145頁.
24. ↑  张黎源 (2020)，第160頁.
25. ↑  Aldo (2015)，第7–8頁.
26. 1 2 3 4 5 6 7 8 9 10  Silverstone (1984)，第297頁.
27. ↑  Gardiner (1979)，第342頁.
28. ↑  Sondhaus (1994)，第66–67頁.
29. ↑  Clarke & Thursfield，第202–203頁.
30. ↑  "Naval and Military Notes – Italy"，第1075–1076頁.
31. ↑  "Naval Notes – Italy"，第1429頁.

## 期刊来源
- Antonicelli, Aldo.  [“杜里奥”号和“丹多洛”号的火炮]. Storia Militare. 2015-10, (265) （意大利语）.
- [海军和军事笔记——意大利]. Journal of the Royal United Service Institution (London: J. J. Keliher). 1902, XLVI: 1072–1076. OCLC 8007941 （英语）.
- [海军笔记—意大利]. Journal of the Royal United Service Institution (London: J. J. Keliher). 1904, XLVIII: 1428–1431. OCLC 8007941 （英语）.